# Joseph Cattarinich
Joseph Cattarinich, född 12 november 1881 i Lévis, Québec, död 7 december 1938 i New Orleans, var en kanadensisk professionell ishockeymålvakt samt tränare, sportdirektör och delägare av Montreal Canadiens.

## Karriär
Joseph Cattarinich, som var av kroatisk härkomst, växte upp i Québec och spelade lacrosse och ishockey i sin ungdom. Säsongen 1910 var han som målvakt samt tränare, den senare positionen delad tillsammans med Jack Laviolette, en del av Montreal Canadiens första laguppställning i den nybildade ligan National Hockey Association. Cattarinich avslutade spelarkarriären 1910 sedan han varit med och förlorat en match med 11-5 mot Chicoutimi Hockey Club. Cattarinich hade dock inte frångått att tagit notis om motståndarlagets målvakt Georges Vézina som han sedan rekommenderade för Montreal Canadiens inför nästkommande säsong.
I november 1921 köpte Cattarinich Montreal Canadiens tillsammans med Leo Dandurand och Louis Létourneau och som delägare av klubben vann han Stanley Cup säsongerna 1923–24, 1929–30 och 1930–31 innan Cattarinich och Dandurand sålde klubben vidare 1935.
Joseph Cattarinich valdes in i Hockey Hall of Fame 1977.

## Statistik
M = Matcher, V = Vinster, F = Förluster, O = Oavgjorda, MIN = Spelade minuter, IM = Insläppta mål, N = Hållna nollor, GIM = Genomsnitt insläppta mål per match
| Säsong     | Lag                | Liga       | M | V | F | O | MIN | IM | N | GIM  |
| ---------- | ------------------ | ---------- | - | - | - | - | --- | -- | - | ---- |
| 1910       | Montreal Canadiens | NHA        | 4 | 0 | 4 | 0 | 240 | 34 | 0 | 8.50 |
| NHA totalt | NHA totalt         | NHA totalt | 4 | 0 | 4 | 0 | 240 | 34 | 0 | 8.50 |

Statistik från justsportsstats.com